# Baroševac
Baroševac (cyr. Барошевац) – wieś w Serbii, w mieście Belgrad, w gminie miejskiej Lazarevac. W 2011 roku liczyła 1054 mieszkańców.